# Ali Okur
Ali Okur (* 22. März 1992 in Izmir) ist ein türkischer Fußballspieler.

## Karriere

### Verein
Okur begann mit dem Vereinsfußball in der Jugend von Foça Belediyespor und wechselte 2006 in die Jugend von Manisaspor. 2008 bekam er bei Manisaspor einen Profivertrag, spielte aber weiterhin vier Jahre für die Reserve- bzw. Jugendmannschaft. Am 29. November 2012 gab er bei der Partie gegen den Erstligisten Sivasspor sein Profidebüt und am 1. September 2013 gegen Adanaspor sein Zweitligadebüt. Sein erstes Tor erzielte er am 9. November 2014 gegen Orduspor, das Tor war gleichzeitig der Endstand zum 1:0.
Für die Rückrunde der Saison 2016/17 wurde er an den Drittligisten Hatayspor ausgeliehen.

### Nationalmannschaft
Okur spielte 2008 zweimal für die türkische U-16-Nationalmannschaft.